# バオイエン県
バオイエン県（バオイエンけん、ベトナム語：Huyện Bảo Yên / 縣保安?）は、ベトナム社会主義共和国ラオカイ省の県である。面積は818km²、人口は84,604人（2017年）である。

## 行政区画
以下の1市鎮17社を管轄する。
- フォーラン市鎮（Phố Ràng / 舖𢬥）
- バオハ社（Bảo Hà / 保河）
- カムコン社（Cam Con / 甘昆）
- ディエンクアン社（Điện Quan / 奠関）
- キムソン社（Kim Sơn / 金山）
- ロンカイン社（Long Khánh / 隆慶）
- ロンフック社（Long Phúc / 隆福）
- ルオンソン社（Lương Sơn / 梁山）
- ミンタン社（Minh Tân / 明新）
- ギアドー社（Nghĩa Đô / 義都）
- タンズオン社（Tân Dương / 新陽）
- タンティエン社（Tân Tiến / 新進）
- トゥオンハ社（Thượng Hà / 上河）
- ヴィエトティエン社（Việt Tiến / 越進）
- ヴィンイエン社（Vĩnh Yên / 永安）
- スアンホア社（Xuân Hòa / 春和）
- スアントゥオン社（Xuân Thượng / 春上）
- イエンソン社（Yên Sơn / 安山）